# Список парапланерных терминов
Словарь терминов, связанных с парапланами и парапланеризмом.
| # A B C D E F G H I J K L M N O P Q R S T U V W X Y Z |

| # А Б В Г Д Е Ё Ж З И К Л М Н О П Р С Т У Ф Х Ц Ч Ш Щ Э Ю Я |

## A
- ABS (англ. Anti-Balancing System) — система перераспределения нагрузки, пришедшая на смену компенсаторам. ABS не мешает управлению весом, а при серьёзных сложениях её помощь ощутима[1]. ABS используется в подавляющем большинстве современных подвесных систем ведущих производителей.

- AFNOR (фр. Association Française de Normalisation) — Французская ассоциация по сертификации, а также соответствующий французский государственный стандарт на парапланы.

- AFS (англ. Automatic Flight Stabilisation) — автоматическая система активной безопасности на параплане, подобная системе ESP в автомобильной промышленности, основанная на применении тянущейся задней кромки[2].

## B
- B-срыв, B-свал — метод быстрого и экстренного снижения (до 8 м/с), осуществляемый втягиванием строп второго ряда (также именуемого B-рядом), при котором по всей длине верхней части купола образуется ухудшающий аэродинамику крыла провал. B-срыв менее безопасен, чем метод «больших ушей», однако позволяет достичь большей скорости снижения (например, для экстренного выхода из грозового облака).

## D
- DHV (нем. Deutscher Hangegleiter Verband) — Немецкая ассоциация дельтапланеризма, занимающаяся сертификацией лётной техники.

## I
- Infinity Tumble  — «Бесконечный Тамблинг» — непрерывное вращение купола по тангажу, поддерживаемое действиями пилота; происходит от элемента аэробатики «Тамблинг», в котором выполняется один или несколько оборотов купола с отрицательным тангажем, постепенным замедлением и рассеиванием энергии. «Бесконечный тамблинг» выполняется путём подсрыва и отпускания купола в соответствующих фазах вращения, что приводит к сохранению энергии вращения. Выполнен впервые Феликсом Родригесом, на начало 2009 года в мире выполнялся ещё несколькими акро-пилотами.

## А
- Авторота́ция — опасный режим полёта параплана, при котором параплан находится в постоянном вращении (ось вращения находится между крылом и пилотом) и из которого, как правило, не выходит без активных действий пилота. Характеризуется высокими перегрузками и высокой (до 20 м/с) скоростью снижения. Вызывается асимметричными сложениями купола, галстуками, завязками или обрывами строп, а также действиями (целенаправленными или нет) пилота. См. также — Авторотация.
- Акселера́тор — система увеличения горизонтальной скорости параплана посредством уменьшения угла атаки купола, которое достигается сокращением длины передних лямок свободных концов. Конструкция обычно представляет собой систему блочков на передних лямках и соединенной с ней ступеньки (спидбара), выдвигаемой ногами пилота.
- Асимме́трия, асимметри́чное сложе́ние — сложение купола в воздухе с одной (левой или правой) стороны. Асимметричное сложение чревато запутыванием части купола в стропах (галстуком) и последующей авторотацией.

## Б
- Ба́бочка — нестабильный опасный режим полёта, при котором подламливается передняя кромка купола, центроплан уходит назад, а уши выдвигаются вперед. Как правило, бабочка является результатом направленных действий пилота, сильно втягивающего и удерживающего стропы A-ряда, кроме того, бабочка может возникнуть после сложения[1].
- Болта́нка (жарг.) — возмущённые колебания параплана (качка, тряска и т. п.) при полёте в турбулентной атмосфере.
- Больши́е у́ши — манёвр, при котором «уши» параплана симметрично складываются (подворот краёв передней кромки купола посредством втягивания крайних строп А-ряда). Применяется для более быстрого снижения или для пробивания против ветра[1].
- Бру́ммеля крюк — быстроразъёмный замок, применяемый в парапланеризме, в основном, для крепления проводки акселератора.

## В
- Варио́метр, (жарг. «варик») — прибор для определения скорости изменения высоты полёта и, возможно, некоторых других параметров полёта (например, текущая высота над уровнем моря, высота над уровнем старта, температура, а также пиковые значения этих параметров). На сегодня вариометр — основной прибор парапланериста, часто называемый просто «прибор». Нередко интегрируется с альтиметром (высотомером). Обычно сообщает о скорости изменения высоты подачей звуковых сигналов разной частоты. Многие современные модели вариометров запоминают данные за несколько последних полётов.
- Винго́вер (англ. wing over — переворот через крыло) — базовый элемент парапланерной аэробатики, представляет собой серию интенсивных разворотов с креном более 45 градусов со сменой направления разворота[3]. Кроме аэробатики используется также как способ сброса высоты.

## Г
- Га́лстук (жарг.) — запутывание части купола в стропной системе. Галстук чреват возможным переходом параплана в режим авторотации. Галстуки распутывают: прокачкой клевантами, подломом кромки ушной стропой или используя галсточную стропу (при небольших галстуках); в особо тяжёлых случаях — задним свалом (применение такого способа возможно при наличии запаса высоты, на малых высотах применяется запасной парашют)[3].
- Га́лстучная стропа — крайняя стропа 2-го или 3-го ряда, идущая к уху. Используется для растрясания небольших галстуков.
- Глисса́да (в парапланеризме) — окончательная прямолинейная траектория, вычисляемая пилотом, обеспечивающая оптимальный заход на посадку и приземление в заданном месте.
- Голуба́я дыра́ (жарг.) — значительный участок неба, лишённый кучевых облаков. Голубые дыры избегаются пилотами при прохождении маршрутных полётов, поскольку в этих местах присутствуют, как правило, сильные нисходящие потоки (исключение — голубой термик), в противовес местам скопления кучевых облаков, изобилующих восходящими термическими потоками.
- Голубо́й те́рмик (жарг.) — разновидность термика: восходящий поток, не образующий кучевых облаков. Если воздух сухой и потоки заканчиваются достаточно низко, вероятнее всего, кучевых облаков не будет.

## Д
- Дина́мик (жарг.) — динамический восходящий поток воздуха, образующийся при обтекании ветром рельефа (склоном горы, холма). Ветра́, дующие в склон горы, образуют воздушную зону постоянного восходящего потока, пригодную для многочасовых полётов[4].
- Демпфи́рование — быстрота затухания колебаний или количество колебаний, после которого их амплитуда становится несущественной. Различают демпфирование по тангажу и по крену. Демпфирование определяется конструкцией параплана, а также может зависеть от скорости полёта.
- Дискотека (жарг.) — серия происходящих друг за другом опасных режимов полёта с большой потерей высоты[4].

## З
- За́дний свал — см. Свал
- Запа́ска (жарг.) — запасной (спасательный) парашют, являющийся основным средством спасения пилота в критических ситуациях (потеря аэродинамического качества параплана, разрушение параплана, невозможность контролировать параплан), когда для стабилизации недостаточно высоты или такая стабилизация невозможна. Запасной парашют крепится непосредственно к подвесной системе. Современные (сухие и свежеуложенные) запасные парашюты при правильном их вводе раскрываются за несколько секунд и могут срабатывать уже на малых высотах (25-30 м.).
- Затя́жка — подъём пилота с парапланом с помощью лебёдки.

## И
- Инве́рсия — атмосферное явление, при котором температура воздуха с увеличением высоты остаётся неизменной или увеличивается[4] (тогда как в нормальных условиях температура воздуха с увеличением высоты уменьшается). На высоте инверсии перестают работать термические восходящие потоки.

## К
- Кессо́н (фр. caisson — ящик) — секция, часть купола между двумя нервюрами.
- Класс парапла́на — категория безопасности, присваиваемая конкретной модели параплана по результатам тестирования. Наиболее распространёнными сейчас являются системы классификации LTF (DHV) и CEN.
- Клева́нта — ручка, прикреплённая к стропе управления парапланом.
- Клево́к — отклонение крыла вперёд относительно пилота. Сильный клевок может бросить купол под ноги пилоту[5].
- Ко́кпит — панель для установки приборов в виде небольшой сумки, которая крепится на грудную перемычку подвесной системы[3].
- Колду́н (жарг.) — текстильный конус, применяемый для определения силы и направления ветра[3].
- Компенса́торы — ремни, идущие крест-накрест от сиденья подвески к точкам подвеса, позволяющие избежать перекосов подвесной системы при ослаблении несущей способности одной из консолей[3]. При использовании компенсаторов нагрузка перераспределяется по всей ширине подвески, основные карабины почти не испытывают смещения, уменьшается риск авторотации. Однако компенсаторы сильно мешают управлению весом. На современных моделях компенсаторы не используются.
- Консо́ль — левая или правая половина крыла параплана.
- Кросскантри (англ. Cross-country) — то же самое, что маршрутный полёт
- Крыло́ (или ку́пол) парапла́на — вся матерчатая оболочка параплана с нервюрами. С помощью стропной системы связывается со свободными концами. Название «купол» является несколько устаревшим, поскольку является наследием парашютной терминологии с тех времён, когда парашюты имели полусферическую форму[3].

## Л
- Лебёдка — механизм с длинным тросом, позволяющий поднимать пилота с парапланом в небо.
  - Лебёдка акти́вная — лебёдка, имеющая собственный двигатель. Устанавливается в нескольких сотнях метров от старта. К подвесной системе пилота прикрепляется конец троса лебёдки, после чего трос наматывается на вал, что вызывает тягу и подъёмную силу, выносящую параплан на высоту двух-пяти и более сотен метров, в зависимости от длины троса. После этого происходит отцепка.
  - Лебёдка пасси́вная — лебёдка, не имеющая собственного двигателя. Устанавливается на транспортном средстве (автомобиле, катере). При подъёме пилота в небо трос постепенно разматывается.
- Лифт — плавный восходящий поток, без особых усилий со стороны пилота «везущий» его вверх[5].
- Ложка — ложбина в склоне.

## М
- Мак-твист (англ. Mac Twist) — элемент аэробатики, представляющий собой виток негативной спирали с сильным забросом крыла назад, выполненный в верхней точке энергичной горки[4] (фигура похожа на «вертолёт», повёрнутый на 90 градусов).
- Маршру́тный полёт — разновидность полётов, направленная на прохождение определённой дистанции или маршрута (на соревнованиях маршрут — это последовательное прохождение заданных судьями точек, вне соревнований — любой дальний полёт[5]).
- Минуса́ (минусы) (жарг.) — потоки воздуха с минусовой скороподъёмностью, в которых пилот снижается. Например, «попасть в −3» означает попасть в нисходящий поток со скоростью снижения 3 м/с.[5]
- Молоко́ (жарг.) — состояние погоды, характеризуемое отсутствием термической активности, широкими и слабыми восходящими потоками (обычно наблюдается летом в конце дня)[4].
- Молья́ (фр. maillon — звено) — треугольный или овальный завинчивающийся карабин, посредством которого группа строп крепится к лямке свободных концов.
- Муссбэ́г (фр. mousse bag — мешок с пеной) — разновидность протектора, выполненная из специализированного мелкопористого поролона, который плотно вшивается в чехол из ткани с низкой воздухопроницаемостью. При слабом надавливании воздух спокойно выходит наружу из пор материала протектора, а он сам сминается без особых усилий. При резком и сильном ударе возрастает сопротивление прохождения воздуха по узким капиллярным каналам протектора. Это сопротивление очень велико, и при большой скорости сжатия муссбэга воздух не успевает выходить наружу. Протектор становится очень упругим, а его жесткость прямо пропорциональна силе удара.

## Н
- Негати́вное враще́ние, негати́в, негати́вная спира́ль — опасный режим полёта, в котором пилот вращается вокруг купола спиной вперед. Как правило вызывается срывом потока на одной из частей купола.
- Нервю́ры (фр. nervure — жилка, прожилка) — поперечные силовые элементы купола, определяющие его аэродинамический профиль. Изготавливаются из плотной ткани.
  - Нервю́ры диагона́льные, нервю́ры косы́е — дополнительные нервюры, расположенные под углом около 45 градусов к верхнему и нижнему полотнищам купола. Применение диагональных нервюр или, как ещё говорят, «V-технологий» увеличивает жесткость купола.
- Нисходня́к (жарг.) — нисходящий поток воздуха, в противоположность восходящему термическому потоку.

## О
- Оболо́чка ку́пола — купол без строп и свободных концов.
- Обра́тный старт — техника старта, при которой пилот располагается спиной в направлении своего движения, лицом к разложенному параплану. При старте в какой-то момент пилот вынужден развернуться, чтобы продолжить движение лицом вперед. Нет единого мнения, какая техника старта предпочтительнее — прямой или обратный старт. Обычно каждый пилот останавливается на каком-то одном способе.

Преимущества обратного старта:
1. Пилот с самого начала контролирует свой купол, следит за его равномерным поднятием, за отсутствием зацепок и запутываний. При необходимости пилот может с легкостью прекратить старт и исправить ситуацию.
2. В условиях сильного ветра обратный старт оказывается предпочтительнее, так как позволяет пилоту твёрже держаться на ногах и сопротивляться ветру.

Недостатки обратного старта:
1. Свободные концы с самого начала находятся в «неправильных» руках пилота (правые — в левой руке, левые — в правой). Таким образом возможны ошибки при перехватывании концов.
2. Пилот обязательно должен перед стартом убедиться, что он повернут в привычную, правильную сторону (определяется по взаимному расположению левых и правых свободных концов), а при подъёме купола и разбеге должен снова не перепутать, в какую сторону разворачиваться.
3. Пилот поворачивается лицом вперед только тогда, когда купол выведен вверх (а иногда и уже только во время полёта). Это не лучшим образом сказывается на силе разбега, особенно в маловетренную погоду.

Некоторые пилоты практикуют другую технику обратного старта, при которой перекрещёнными оказываются не только свободные концы, но и руки пилота. Это, с одной стороны, обеспечивает «правильное» положение свободных концов (правые — в правой руке, левые — в левой), но с другой стороны, создает неудобства при поднятии купола, а также требует дополнительного запоминания порядка поворотов и перехватов.
- Отце́пка:

1. Устройство, посредством которого трос лебедки соединяется с подвесной системой, позволяющее пилоту отсоединиться от буксировочного троса.
2. Процесс отсоединения от буксировочного троса.

## П
- Паралёт — комбинация параплана и паратележки.
- Парамото́р — надеваемое на спину пилота устройство с двигателем (мощностью 12—25 л. с.) и толкающим воздушным винтом, позволяющее осуществлять самостоятельный старт и полет. Парамоторы с двигателями от 20 л. с. позволяют осуществлять как индивидуальные, так и тандемные полёты.
- Паратра́йк — тележка, оснащенная двигателем с воздушным винтом, позволяющая осуществлять взлет и посадку с помощью колес или лыж. Также производятся колесные шасси, дающие возможность превратить в паратележку обычный парамотор. Паратележки бывают одно- и двухместные.
- Парашюти́рование, глубо́кий свал — опасный режим полёта, при котором параплан полностью теряет горизонтальную скорость и стремительно опускается (до 10 м/с) как обычный парашют. Режим опасен как сам по себе в силу высокой скорости снижения, так и тем, что попытки выхода из него могут привести к другим, не менее опасным режимам полёта.
- Подвесна́я систе́ма, подве́ска — полётное кресло, в котором располагается пилот во время полёта. Прикрепляется к свободным концам параплана при помощи мощных карабинов. Служит вместилищем для запасного парашюта, может нести на себе приборы, используемые в полёте, личные вещи пилота и пр.
- По́нчик — большой рюкзак (мешок) для быстрой упаковки (без специального укладывания) и удобной переноски купола и подвески.
- Поле́тный вес — полётный вес равен весу пилота плюс 15—17 кг, приходящихся на подвесную систему и оборудование. Именно полётный вес учитывается при выборе площади параплана для каждого конкретного пилота или тандема.
- Прямо́й старт, альпи́йский старт — техника старта, при которой пилот располагается лицом в направлении своего движения, спиной к разложенному параплану. Нет единого мнения, какая техника старта предпочтительнее — прямой или обратный старт. Обычно каждый пилот останавливается на каком-то одном способе.

Преимущества прямого старта:
1. Клеванты и свободные концы с самого начала находятся в «правильных» руках пилота (правые — в правой руке, левые — в левой). Таким образом исключены ошибки при перехватывании концов.
2. Пилот с первого момента располагается лицом по направлению своего движения, что обеспечивает более уверенный разгон и исключает ошибку при повороте вокруг себя, возможную при обратном старте.
3. В некоторых ситуациях прямой старт является единственно возможным, например в условия гор с минимальной стартовой площадкой.

Недостатки прямого старта:
1. Во время старта пилот не видит купола и поэтому может плохо его контролировать, а также не видеть возможных запутываний строп и зацепок.

## Р
- Разры́вное звено́ — звено на конце буксировочного троса, разрывающееся, когда нагрузка превышает расчетную (способствует повышению безопасности).
- Ро́тор — явление, являющееся следствием неламинарного обтекания ветром (с образованием вихревых потоков) препятствий (гор, зданий, деревьев, термических потоков). Область ротора характеризуется непредсказуемыми направлениями ветра и является тем масштабнее, чем сильнее ветер. Область ротора — место крайне опасное для полётов на параплане.
- Ряд — группа строп, крепящихся к куполу в точках, расположенных на одной линии вдоль крыла. Большинство современных парапланов имеют 3-4 ряда строп, именуемых буквами латинского алфавита, начиная с переднего (A-ряд, B-ряд, и т. д.).

## С
- САТ, SAT — элемент аэробатики, похожий на спираль, при выполнении которого ось вращения находится между пилотом и куполом, пилот при этом летит боком вперед.
- Свал, за́дний свал — срыв потока по крылу; «сваливание» крыла назад. Опасный режим полёта параплана. Применяется для выхода из некоторых режимов полёта (например авторотации), а также для распутывания параплана в полёте после сложений, сопровождаемых сложными галстуками, которые нет возможности распутать подёргиванием строп.
- Свобо́дные концы́ — лямки, соединяющие стропы и подвесную систему. Соответствуют количеству рядов в стропной системе купола.
- Слив (жарг.) — потеря высоты в результате попадания в сильный нисходящий воздушный поток или намеренный сброс высоты.
- Со́пли (жарг.) — очень слабые восходящие потоки.
- Спидба́р (англ. speedbar) — металлическая планка, та часть акселератора, которую пилот выжимает ногами для уменьшения угла атаки крыла и придания параплану большей горизонтальной скорости.
- Спу́тная струя́, спу́тка (жарг.) — турбулентная воздушная струя, возникающая при обтекании ветром небольшого препятствия, например, другого парапланериста. Попадание в спутную струю характеризуется резким рывком с возможными клевками и подскладываниями купола.

## Т
- Танде́м — двухместный параплан. Отличается увеличенной площадью крыла и специальной подвесной системой, рассчитанной на двух человек. При полётах в тандеме пилот располагается сзади, а пассажир — спереди.
- Твист — перекручивание строп параплана, вследствие вращения подвески относительно крыла, как правило блокирует управление парапланом, иногда возникает при обратном старте со склона.
- Терми́ческий пото́к, те́рмик — восходящий поток более теплого воздуха, образуемый, как правило, в результате различной степени прогрева участков земной поверхности. При умелом поведении внутри одного термического потока, пилот параплана может подняться на высоту до нескольких километров.
- Термокомпас — прибор на основе GPS приёмника, способный обнаружить новый термический поток на расстояниях до 500 метров.
- Три́ммер — парный элемент регулировки на лямке заднего свободного конца, укорачивающий его для увеличения угла атаки купола. В куполах, предназначенных для полётов с парамотором, триммеры, наоборот удлиняют задние свободные концы, уменьшают угол атаки и используются в качестве акселератора.

## Э
- Эйрбэ́г (англ. airbag) — надувная защитная подушка, встроенная в подвесную систему или присоединяемая к ней. Классический эйрбэг надувается встречным потоком воздуха (запатентовано швейцарской фирмой Cygnus Engineering). Также существуют эйрбэги, надуваемые сжатым газом с помощью специального сменного картриджа. Обычно эйрбэг защищает от удара спину и таз пилота, но есть эйрбэги, предназначенные для пассажиров тандемов, и защищающие только тазовую часть. Кроме того, некоторые производители называют эйрбэгами протекторы из вспененного материала, помещенные в чехол из плотной ткани.

## Я
- Я́рус — участок стропной системы с одинаковой разветвленностью. Стропная система параплана имеет древовидную структуру, разветвленную по направлению снизу вверх. Ближние к куполу ярусы называются верхними, дальние — нижними. Стропная система современных парапланов бывает двух- или трёхъярусной.